# Acrocercops glutella
Acrocercops glutella är en fjärilsart som först beskrevs av Van Deventer 1904.  Acrocercops glutella ingår i släktet Acrocercops och familjen styltmalar. Inga underarter finns listade i Catalogue of Life.